# Leptocentrus ugandensis
Leptocentrus ugandensis är en insektsart som beskrevs av William Lucas Distant. Leptocentrus ugandensis ingår i släktet Leptocentrus och familjen hornstritar. Inga underarter finns listade i Catalogue of Life.